# Tor Henning Hamre

Tor Henning Hamre (24 de Abril de 1979, en Flekkefjord) é um ex-futebolista norueguês. Hamre foi o artilheiro da Meistriliiga 2003, jogando pelo FC Flora Tallinn. Encerrou sua carreira precocemente, no Herfølge BK da Dinamarca.
Hamre foi artilheiro da Meistriliiga na temporada de 2003 com 39 gols.